# 두 번째 사랑
"두 번째 사랑"(Never Forever)은 김진아가 감독한 대한민국과 미국의 합작 영화이다. 대한민국에서는 2007년 6월 21일에 개봉되었다.

## 줄거리
성공한 한국계 변호사 앤드류와 아내 소피. 남 보기에 부족함이 없지만 소피와 소피와 앤드류 사이는 날이 갈수록 소원해진다. 소피는 아이를 갖게 되면 모든 것이 예전처럼 돌아갈 거라 생각하고 점점 임신에 집착하게 된다. 앤드류의 정자가 너무 약해 인공 수정을 해도 임신 확률이 희박하다는 절망적인 말을 들은 소피는 병원에서 정자 기증을 거절당한 지하와 마주친다. 지하와 남편이 많이 닮았다고 생각한 소피는 무작정 지하를 따라간다. 소피는 지하에게 한 번에 300달러, 임신하면 3만 달러를 주겠다고 제안한다. 불법 체류자로 항상 쪼들리는 생활을 하던 지하는 소피의 제안을 받아들인다.

## 출연 배우
- 하정우 - 지하 역
- 베라 파미가 - 소피 역
- 데이비드 맥기니스 - 앤드류 역
- 이화시 - 앤드류 모 역

## 제작진
- 감독 : 김진아
- 각복 : 김진아
- 제작 : 이준동, 이창동
- 촬영 : 매슈 클라크
- 음악 : 마이클 니먼
- 편집 : 피트 뷰아드류
- 미술 : 루시오 세이아스
- 의상 : 테르 던칸
- 프로듀서 : 앤드류 피어버그
- 제작사 : 나우필름, 복스3 필름
- 배급사 : 프라임 엔터테인먼트